# 그렘린 인더스트리스
그렘린 인더스트리스는 1971년부터 1983년까지 미국 캘리포니아주 샌디에고에 본사를 둔 미국 아케이드 게임 제조업체였다. 1978년 세가에 인수된 후 회사는 Sega/Gremlin 또는 Gremlin/Sega 로 알려졌다.

## 역사
그렘린은 1971년 해리 프랭크 포글맨과 칼 E. 그린들에 의해 계약 엔지니어링 회사로 설립되었다. 두 사람은 자신들의 이름을 따서 "그린들맨 인더스트리스"로 이름을 정하려 했으나 델라웨어 주 국무장관실 직원이 전화로 이름을 잘못 알아 회사를 그렘린으로 오기했다. 1973년, 그렘린은 첫 번째 게임인 Play Ball (1973)로 동전으로 작동하는 게임 제조업체가 되었다. Gremlin은 1976년 첫 번째 비디오 아케이드 게임인 블록케이드 (1976)를 출시하여 비디오 게임 산업에 합류했다.
1978년, 그렘린은 세가 에 인수되었으며 그들의 게임은 Gremlin/Sega 또는 Sega/Gremlin이라는 타이틀을 얻었다. 세가와의 인수합병 후 그렘린은 세가와 다른 일본 회사의 게임을 출시하기 시작했다. 이러한 비디오 게임 중에는 남코의 지 비 (1978), 일본물산의 문 크레스타 및 슈퍼 문 크레스타 (1980) 닌텐도의 스페이스 파이어버드 (1980), 코나미의 프로거 (1981)가 있다.
1982년에는 미국에서 세가 브랜드를 더욱 강화하기 위해 회사 이름을 세가 일렉트로닉스로 변경했다. 1983년 중반 회사의 아케이드 자산은 발리 제조에 매각되었고 세가 일렉트로닉스는 곧 문을 닫았다.
이후 CBS의 자회사로서, Ages Electronics로 이름이 변경되었다.

## 비디오 게임

### 생산된 비디오 게임
| 제목              | 출시 된 |
| ----------------- | ------- |
| 블록케이드        | 1976년  |
| 사파리            | 1977년  |
| 코모션            | 1977년  |
| 데프트차지        | 1977년  |
| 허슬              | 1977년  |
| 블라스토          | 1978년  |
| 개구리            | 1978년  |
| 딥스캔            | 1979년  |
| 포트리스          | 1979년  |
| 헤드 온           | 1979년  |
| 헤드 온 2         | 1979년  |
| 인빈코!           | 1979년  |
| 사육제            | 1980년  |
| 디거              | 1980년  |
| 아스트로 블래스터 | 1981년  |
| 엘리미네이터      | 1981년  |
| 펄서              | 1981년  |
| 스페이스 퓨리     | 1981년  |
| 스타트렉          | 1982년  |
| 택/스캔           | 1982년  |
| 젝토르            | 1982년  |
| 배틀스타          | 취소    |
| 익시온            | 취소    |
| 돼지 뉴턴         | 취소    |
| 라즈마타즈        | 취소    |

### 대행 출시
| 제목                | 라이센스 | 출시 된 |
| ------------------- | -------- | ------- |
| 지 비               | 남코     | 1978년  |
| 문 크레스타         | 니치부츠 | 1980년  |
| 스페이스 파이어버드 | 닌텐도   | 1980년  |
| 슈퍼 문 크레스타    | 일본물산 | 1980년  |
| 프로거              | 코나미   | 1981년  |

## 이식
세가는 플레이스테이션 2와 PSP용 세가 제네시스 콜렉션에 초기 세가/그렘린을 통해 나온 아케이드 게임들을 이식했다.